# Minoa cyparissaria
Minoa cyparissaria là một loài bướm đêm trong họ Geometridae.